# Erquinghem-Lys
Erquinghem-Lys település Franciaországban, Nord megyében. Lakosainak száma 5349 fő (2022. január 1.). Erquinghem-Lys Nieppe, Steenwerck, Sailly-sur-la-Lys, Armentières, Bois-Grenier, La Chapelle-d’Armentières és Fleurbaix községekkel határos.

## Népesség
A település népességének változása:
| Lakosok száma | 4773 | 5005 | 5121 | 5158 | 5293 | 5316 | 5364 | 5356 | 5349 |
|               | 2013 | 2015 | 2016 | 2017 | 2018 | 2019 | 2020 | 2021 | 2022 |